# Grauanthus
Grauanthus es un género de plantas con flores perteneciente a la familia  Asteraceae. Comprende 2 especies descritas y aceptadas.

## Taxonomía
El género fue descrito por Fayed y publicado en Mitteilungen der Botanischen Staatssammlung München 15: 484. 1979. La especie tipo es: Grauanthus linearifolius (O.Hoffm.) Fayed	

## Especies aceptadas
A continuación se brinda un listado de las especies del género Grauanthus aceptadas hasta junio de 2012, ordenadas alfabéticamente. Para cada una se indica el nombre binomial seguido del autor, abreviado según las convenciones y usos.
- Grauanthus linearifolius (O.Hoffm.) Fayed
- Grauanthus parviflorus Fayed